# Jean de Wouters
Jean de Wouters, il cui nome completo è Jean Guy Marie Josef de Wouters d'Oplinter (Bruxelles, 27 gennaio 1905 – Roma, 22 aprile 1973), è stato un ingegnere e inventore belga.
Nel 1957 inventò la Calypsophot, una macchina fotografica subacquea, assieme a Jacques-Yves Cousteau. In seguito venne venduta alla Nikon dove verrà chiamata prima Calypso-Nikkor e in seguito Nikonos.
De Wouters lavorò nell'aviazione, durante la Seconda guerra mondiale, periodo in cui registrò molti brevetti per il miglioramento degli aeroplani.